# McCarthy Island (Südgeorgien)
McCarthy Island ist eine 1,5 km lange Insel vor der Südküste Südgeorgiens. Sie liegt in der Einfahrt zur King Haakon Bay.
Der South Georgia Survey erkundete sie im Zuge seiner von 1951 bis 1957 dauernden Vermessungskampagne. Das UK Antarctic Place-Names Committee benannte sie 1958 nach Timothy McCarthy (1888–1917), Matrose bei der Endurance-Expedition (1914–1917) des britischen Polarforschers Ernest Shackleton, der dabei an der legendären Fahrt von Elephant Island nach Südgeorgien teilgenommen hatte.